# Dans van de 41

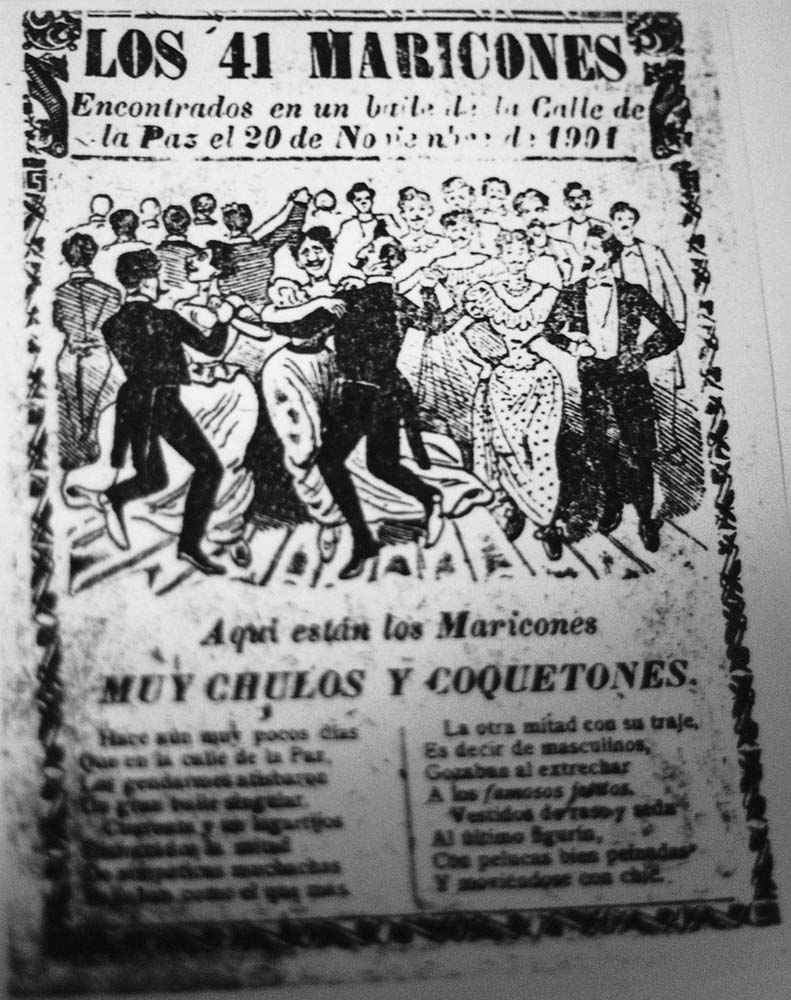
Gravure van José Guadalupe Posada

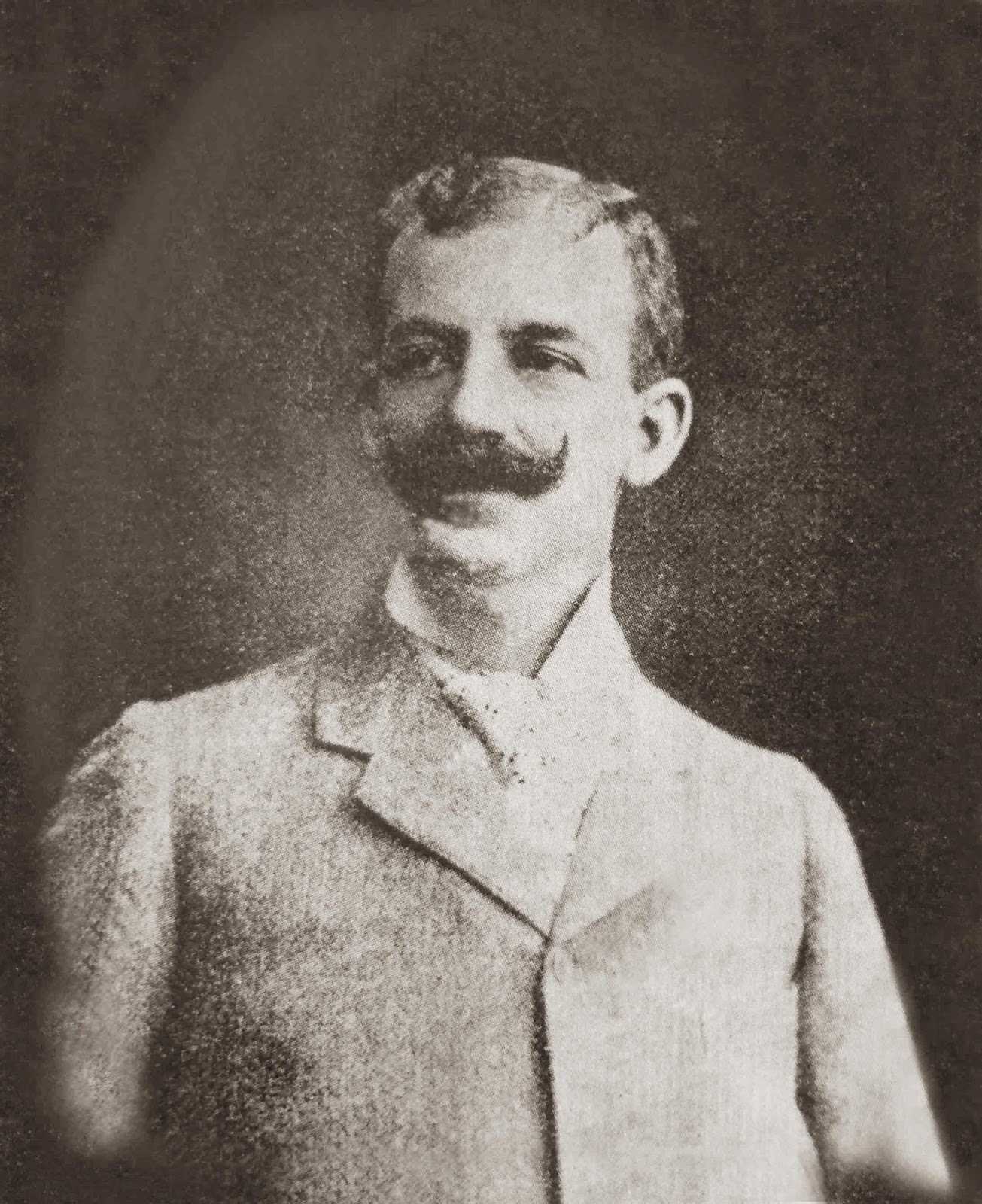
Ignacio de la Torre y Mier

De Dans van de 41 (Spaans: Baile de los cuarenta y uno) was een incident in Mexico in 1901 waarbij 41 of 42 mannen gearresteerd werden wegens homoseksualiteit.
Het incident vond plaats tijdens de regering van Porfirio Díaz. Op 18 november 1901 viel de politie een huis in de Calle de la Paz in Mexico-Stad binnen waar een dans aan de gang was onder een groep mannen, waarvan de helft verkleed als vrouwen. Zij werden veroordeeld wegens 'aanval op de moraal en de goede manieren', en verbannen naar Yucatán, waar op dat moment de Kastenoorlog tegen de Maya's gaande was. De lijst van de arrestanten is nooit bekendgemaakt, vermoedelijk omdat veel van de arrestanten behoorden tot de bovenlaag van de Porfiriaanse society. Waarschijnlijk ging het in werkelijkheid zelfs om 42 mannen; de 42e zou Ignacio de la Torre y Mier zijn geweest, de homoseksuele schoonzoon van president Díaz, die door tussenkomst van de president zou zijn vrijgesproken.
In Mexico staat het cijfer 41 wegens het incident nog steeds symbool voor homoseksualiteit. Legereenheden hebben bijvoorbeeld nooit het nummer 41, en ook in huisnummers, nummers van hotelkamers, nummerborden voor voertuigen, etc. wordt 41 vaak overgeslagen.
Op 4 december van hetzelfde jaar vond een vergelijkbare inval plaats bij een groep lesbiennes, doch deze heeft veel minder aandacht gekregen.

## Film
In 2020 wordt de film El baile de los 41 uitgebracht, geregisseerd door David Pablos, met een script van Monika Revilla, met in de hoofdrol Alfonso Herrera en geproduceerd door Pablo Cruz.